# Lysimachia baviensis
Lysimachia baviensis är en viveväxtart som beskrevs av C.M. Hu. Lysimachia baviensis ingår i släktet lysingar, och familjen viveväxter. Inga underarter finns listade i Catalogue of Life.